# Liga Leumit 1995-1996
La Liga Leumit 1995-1996 è stata la 55ª edizione della massima serie del campionato israeliano di calcio.
Le 16 squadre partecipanti si affrontarono in un girone all'italiana con partite di andata e ritorno.
Le ultime due classificate furono retrocesse in Liga Artzit, da cui vennero promosse le prime due classificate.
Il torneo fu vinto, per la diciassettesima volta, la seconda consecutiva, dal Maccabi Tel Aviv.
Capocannoniere del torneo fu Haim Revivo, del Maccabi Haifa, con 26 goal.

## Squadre partecipanti
| Club                   | Città         |
| ---------------------- | ------------- |
| Beitar Gerusalemme     | Gerusalemme   |
| Beitar Tel Aviv        | Tel Aviv      |
| Bnei Yehuda            | Tel Aviv      |
| Hapoel Be'er Sheva     | Be'er Sheva   |
| Hapoel Beit She'an     | Beit She'an   |
| Hapoel Haifa           | Haifa         |
| H. Rishon LeZion       | Rishon LeZion |
| Hapoel Kfar Saba       | Kfar Saba     |
| Hapoel Petah Tiqwa     | Petah Tiqwa   |
| Hapoel Tel Aviv        | Tel Aviv      |
| Hapoel Tzafririm Holon | Holon         |
| Maccabi Giaffa         | Giaffa        |
| Maccabi Haifa          | Haifa         |
| Maccabi Herzliya       | Herzliya      |
| Maccabi Petah Tiqwa    | Petah Tiqwa   |
| Maccabi Tel Aviv       | Tel Aviv      |

## Classifica
|                     | Pos. | Squadra                | Pt | G  | V  | N  | P  | GF | GS | DR  |
| ------------------- | ---- | ---------------------- | -- | -- | -- | -- | -- | -- | -- | --- |
| Campione di Israele | 1.   | Maccabi Tel Aviv       | 74 | 30 | 23 | 5  | 2  | 59 | 16 | +43 |
|                     | 2.   | Maccabi Haifa          | 66 | 30 | 19 | 9  | 2  | 74 | 31 | +43 |
|                     | 3.   | Beitar Gerusalemme     | 64 | 30 | 19 | 7  | 4  | 65 | 31 | +34 |
|                     | 4.   | Hapoel Haifa           | 64 | 30 | 19 | 7  | 4  | 66 | 33 | +33 |
|                     | 5.   | Hapoel Tel Aviv        | 54 | 30 | 16 | 6  | 8  | 47 | 28 | +19 |
|                     | 6.   | Maccabi Petah Tiqwa    | 49 | 30 | 13 | 10 | 7  | 43 | 37 | +6  |
|                     | 7.   | Maccabi Herzliya       | 36 | 30 | 10 | 6  | 14 | 33 | 37 | -4  |
|                     | 8.   | Hapoel Petah Tiqwa     | 36 | 30 | 7  | 15 | 8  | 31 | 40 | -9  |
|                     | 9.   | H. Rishon LeZion       | 31 | 30 | 8  | 7  | 15 | 25 | 40 | -15 |
|                     | 10.  | Hapoel Be'er Sheva     | 29 | 30 | 6  | 11 | 13 | 32 | 36 | -4  |
|                     | 11.  | Bnei Yehuda            | 28 | 30 | 7  | 7  | 16 | 46 | 65 | -19 |
|                     | 12.  | Hapoel Kfar Saba       | 28 | 30 | 8  | 4  | 18 | 29 | 53 | -24 |
|                     | 13.  | Hapoel Tzafririm Holon | 27 | 30 | 7  | 6  | 17 | 32 | 52 | -20 |
|                     | 14.  | Hapoel Beit She'an     | 26 | 30 | 5  | 11 | 14 | 28 | 49 | -21 |
|                     | 15.  | Beitar Tel Aviv        | 24 | 30 | 6  | 6  | 18 | 30 | 63 | -33 |
|                     | 16.  | Maccabi Giaffa         | 23 | 30 | 6  | 5  | 19 | 24 | 53 | -29 |

## Verdetti
- Maccabi Tel Aviv campione di Israele 1995-1996, qualificato al turno preliminare della Champions League 1996-1997
- Hapoel Rishon LeZion qualificato al turno preliminare della Coppa delle Coppe 1996-1997 in quanto finalista della Coppa di Stato 1995-1996
- Maccabi Haifa e Beitar Gerusalemme qualificati al primo turno preliminare della Coppa UEFA 1996-1997
- Hapoel Haifa e Hapoel Tel Aviv qualificati alla fase a gironi della Coppa Intertoto 1996
- Beitar Tel Aviv e Maccabi Giaffa retrocessi in Liga Artzit 1996-1997
- Hapoel Taibe e Hapoel Gerusalemme promossi in Liga Leumit 1996-1997